# Merkelis Petkevičius
Merkelis Petkevičius (1550 – Vilnius, 1608) è stato un tipografo lituano.

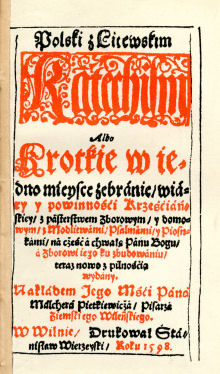

Scrivano del tribunale agricolo di Vilnius dal 1581, aderì apertamente alla Riforma religiosa proposta da Martin Lutero; nel 1598 tradusse e stampò il Catechismo polacco-luterano, manifesto del luteranesimo in Polonia e Lituania.